# Eugène Grisot
Eugène François Grisot (ur. 19 grudnia 1866 w Fretigney-et-Velloreille, zm. 2 maja 1936 w Paryżu) – francuski łucznik, czterokrotny medalista olimpijski.
Pierwszymi igrzyskami w karierze Grisota były LIO w Londynie (1908). Startował tam w dwóch konkurencjach: w rundzie podwójnej zajął 19. miejsce (wśród 27 łuczników), a w rundzie kontynentalnej zdobył złoto (startowało 17 zawodników). Wyprzedził swoich rodaków Louisa Verneta i Gustava Cabareta. W zawodach startowało też ośmiu Brytyjczyków, których start uznawany jest za nieoficjalny. Wśród nich najlepszy był Robert Backhouse, który zająłby drugie miejsce (zdobył on 260 punktów, podczas gdy Grisot 263).
Grisot startował też na Letnich Igrzyskach Olimpijskich 1920 w Antwerpii. Podczas tych igrzysk sportowiec sklasyfikowany został w trzech drużynowych konkurencjach i we wszystkich zdobył medale olimpijskie. Wszystkie te konkurencje były jednak słabo obsadzone; w zawodach startowały tylko dwie ekipy (Belgia i Francja); wyjątkiem było strzelanie drużynowe z 28 m, gdzie oprócz tych dwóch startowała jeszcze Holandia (Holendrzy zdobyli nawet złoto).